# فينيدي جورج
فينيدي جورج (بالإنجليزية: Finidi George)‏، من مواليد 15 ابريل 1971 في بورت هاركورت في نيجيريا، لاعب كرة قدم نيجري سابق.
بدأ مسيرته الكروية مع نادي كالابار روفرز في عام 1989، وفي عام 1990 انتقل إلى نادي إوانيانوو ناشونالي، وفي عام 1991 انتقل إلى نادي شاركس، ولعب معهم حتى عام 1993، وفي عام 1994 انتقل إلى نادي أياكس أمستردام الهولندي، ولعب معهم حتى عام 1996، وشارك معهم في 85 مباراة وسجل 18 هدف، وفي عام 1997 انتقل إلى نادي ريال بيتيس الإسباني، ولعب معهم حتى عام 2000، وشارك معهم في 130 مباراة وسجل 38 هدف، وفي موسم 2000/2001 لعب مع نادي مايوركا الإسباني، وشارك معهم في 31 مباراة وسجل 5 أهداف، وفي عام 2001 انتقل إلى نادي إيبسويتش تاون الإنجليزي، ولعب معهم حتى عام 2003، وشارك معهم في 35 مباراة وسجل 7 أهداف، وفي موسم 2003/2004 انتقل إلى نادي مايوركا الإسباني، ولعب معهم 14 مباراة.
و قد لعب مع منتخب نيجيريا لكرة القدم في عام 1992 وحتى عام 2002، وشارك معهم في 46 مباراة وسجل 8 أهداف.

## روابط خارجية
- فينيدي جورج على موقع الاتحاد الدولي (مؤرشف)  (الإنجليزية)
- فينيدي جورج على موقع الاتحاد الأوربي (الإنجليزية)
- فينيدي جورج على موقع قاعدة بيانات كرة القدم.إي يو (الإنجليزية)
- فينيدي جورج على موقع ناشيونال فوتبول تيمز (الإنجليزية)
- فينيدي جورج على موقع Soccerbase.com (لاعب) (الإنجليزية)
- فينيدي جورج على موقع عالم كرة القدم.نت (الإنجليزية)